# أصلان بيغلو
أصلان‌ بيغلو هي قرية في مقاطعة كليبر، إيران. عدد سكان هذه القرية هو 181 في سنة 2006.